# Almost Alice
Almost Alice je glazbeni zapis filma za film Alisa u zemlji čudesa objavljen 2. ožujka 2010. godine. Na njemu se nalaze pjesme raznih izvođača kao što su Avril Lavigne, Tokio Hotel, Franz Ferdinand, Kerli i drugi.
Prvi singl s albuma je pjesma "Alice" koju izvodi kanadska pjevačica Avril Lavigne. Pjesma je objavljena 27. siječnja 2010. godine preko radija i 29. siječnja preko digitalnog downloada u SAD-u. Kao drugi singl objavit će se pjesma "Tea Party"  koju izvodi estonska pjevačica Kerli, objavljen je i treći singl s albuma "Follow Me Down" kojeg izvode 3OH!3 i Neon Hitch.

## Popis pjesama
| Br. | Skladba                 | Izvođač                       | Trajanje |
| --- | ----------------------- | ----------------------------- | -------- |
| 1.  | »Alice«                 | Avril Lavigne                 | 5:01     |
| 2.  | »The Poison«            | The All-American Rejects      | 3:54     |
| 3.  | »The Technicolor Phase« | Owl City                      | 4:27     |
| 4.  | »Her Name Is Alice«     | Shinedown                     | 3:40     |
| 5.  | »Painting Flowers«      | All Time Low                  | 3:25     |
| 6.  | »Where's My Angel«      | Metro Station                 | 3:30     |
| 7.  | »Strange«               | Tokio Hotel i Kerli           | 3:52     |
| 8.  | »Follow Me Down«        | 3OH!3 i Neon Hitch            | 3:24     |
| 9.  | »Very Good Advice«      | Robert Smith                  | 3:00     |
| 10. | »In Transit«            | Mark Hoppus i Pete Wentz      | 4:02     |
| 11. | »Welcome to Mystery«    | Plain White T's               | 4:27     |
| 12. | »Tea Party«             | Kerli                         | 3:29     |
| 13. | »The Lobster Quadrille« | Franz Ferdinand               | 2:09     |
| 14. | »Running Out of Time«   | Motion City Soundtrack        | 3:01     |
| 15. | »Fell Down a Hole«      | Wolfmother                    | 5:04     |
| 16. | »White Rabbit«          | Grace Potter i the Nocturnals | 2:42     |

| 1. | »See What We Seas« | Never Shout Never | 3:10 |
| 2. | »Topsy Turvy«      | Family Force 5    | 3:25 |
| 3. | »Extreme«          | Valora            | 3:47 |

| 1. | »You Are Old, Father William« | They Might Be Giants | 2:32 |
| 2. | »Alice's Theme«               | Danny Elfman         | 5:08 |